# Trichomyrmex abyssinicus
Trichomyrmex abyssinicus (лат.) — вид мелких муравьёв рода Trichomyrmex, ранее известный под именем Monomorium abyssinicus.

## Распространение
Африка (Бенин, Буркина-Фасо, Гана, Нигерия, Судан, Танзания, Эритрея, Эфиопия) и Азия (Объединённые Арабские Эмираты, Саудовская Аравия).

## Описание
Длина коричневатых муравьёв (брюшко темнее) 2,4—6,7 мм. Промезонотум в профиль отчётливо выпуклый. Верх проподеума примерно вдвое длиннее наклонной поверхности в профиль. Проподеум, петиоль и постпетиоль неравномерно морщинистые.
Нижняя сторона головы в коротких прямых волосках, не образующих отчетливого псаммофора; волоски на голове редкие; мезосома в обильных стоячих волосках, наиболее длинные волоски на переднеспинке и мезонотуме, волосистость проподеума короче; петиоль, постпетиоль и брюшко в обильных редких приподнятых волосках. Голова, мезосома, петиоль и постпетиоль крупных рабочих (длиной до 6 мм) красновато-коричневые или темно-коричневые, брюшко темнее головы и мезосомы, черновато-коричневое или чёрное; голова с темной срединной продольной линией. Мелкие рабочие (2,43—3,37 мм) светлее крупных рабочих, бледно-коричневые или желтовато-коричневые, брюшко темно-коричневое. Передний край клипеуса с парой хорошо развитых сильных зубцов, которые нависают над жвалами, эти зубцы широко разделены на расстояние, превышающее максимальную ширину лобных долей. Усики 12-члениковые, булава состоит из 4 сегментов. Нижнечелюстные щупики 2-члениковые, нижнегубные щупики состоят из 2 сегментов. Голова, грудка и брюшко гладкие и блестящие. Проподеум округлый, без шипиков или зубцов на заднегрудке. Стебелёк между грудью и брюшком состоит из двух члеников: петиолюса и постпетиолюса (последний четко отделен от брюшка), жало развито.

## Систематика
Вид Trichomyrmex abyssinicus  был впервые описан в 1894 году по материалам из Эфиопии под первоначальным названием Holcomyrmex abyssinicus Forel, 1894. В 1910 году таксон включён в состав рода Monomorium. Болтон (1987) включил таксон в состав видовой группы scabriceps в которую вошли частично представители рода Holcomyrmex и род Trichomyrmex, а в 2014 перенесён в род Trichomyrmex. Trichomyrmex abyssinicus можно отличить от других аравийских видов, кроме T. perplexus, по вертикальному эллипсовидному или щелевому дыхальцу проподеума. Этот вид похож на T. perplexus, но его можно отличить по выпуклому контуру проподеума, отчетливо более длинной спинке проподеума и неравномерно морщинистым проподеуму, петиолю и постпетиолю.